# Eligijus Masiulis

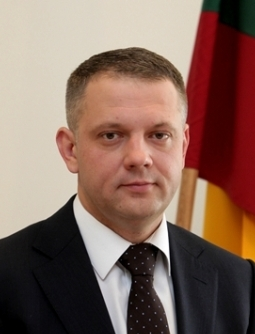
Eligijus Masiulis

Eligijus Masiulis (* 15. Oktober 1974 in Klaipėda) ist ein litauischer liberaler  Politiker, ehemaliges Seimas-Mitglied (2000–2016) und der Regierung Litauens,  litauischer Verkehrsminister (2008–2012).

## Leben
In seiner Jugend nahm Masiulis an der Sąjūdis-Bewegung teil. Nach dem Abitur 1992 an der Smeltė-Mittelschule Klaipėda absolvierte er von 1993 bis 1999 ein Bachelor- und Masterstudium der Politologie an der Universität Klaipėda. 1994 wurde Masiulis zum ersten Präsidenten des Studentenverbands der Universität Klaipėda. Von 1998 bis 2000 war er Berater des damaligen Bürgermeisters der Stadtgemeinde Klaipėda, Eugenijus Gentvilas. Von 1997 bis 1998 und von 2000 bis 2002 war Masiulis Mitglied des Stadtrats Klaipėda. Dort leitete er den Ausschuss der Bildung, Kultur und Sport.
Von 2000 bis zum 20. Mai 2016 war Masiulis Mitglied des litauischen Parlaments Seimas und arbeitete als Mitglied des Wirtschaftsausschusses, des Umweltschutzausschusses, des Auditausschusses, des Sozialausschusses, des Ausschusses für Staatsverwaltung und Kommunen. 2016 trat er nach dem Skandal zurück, als bei ihm 106.000 Euro von der Justuzinstitution STT gesichert wurden. Es gab Vorwürfe um die mögliche Korruption vom Konzern MG Baltic. Er war Verkehrsminister von 2008 bis 2012. Masiulis wurde vom Gericht strafrechtlich verurteilt.
Von 1996 bis 2003 war Masiulis Mitglied der Lietuvos liberalų sąjunga, von 2003 bis 2005 der Lietuvos liberalų ir centro sąjunga, ab 2006 war er stellvertretender Vorsitzender der LRLS. Von  1996 bis 1998 leitete Masiulis als Vorsitzender die Liberale Jugend Klaipėda, ab 1998 die Abteilung Klaipėda der Lietuvos liberalų sąjunga und vom Februar 2008 bis Mai 2016 die liberale Partei Lietuvos Respublikos liberalų sąjūdis. Ihn ersetzte Unternehmer Antanas Guoga.
Masiulis ist Ehrenmitglied von „Rotoract“-Club Klaipėda.
Ab 2004 leitete er als Präsident den Radsportverband Klaipėda.

## Familie
Eligijus Masiulis ist verheiratet und hat einen Sohn sowie eine Tochter. Seine Ehefrau Ieva Masiulienė (* 1976) arbeitet als wissenschaftliche Mitarbeiterin und Doktorandin am Institut der Archäologie und Geschichte de Universität Klaipėda und ist ehemalige Archäologin im Museum für Geschichte Kleinlitauens.